# Carel Wouter Visscher

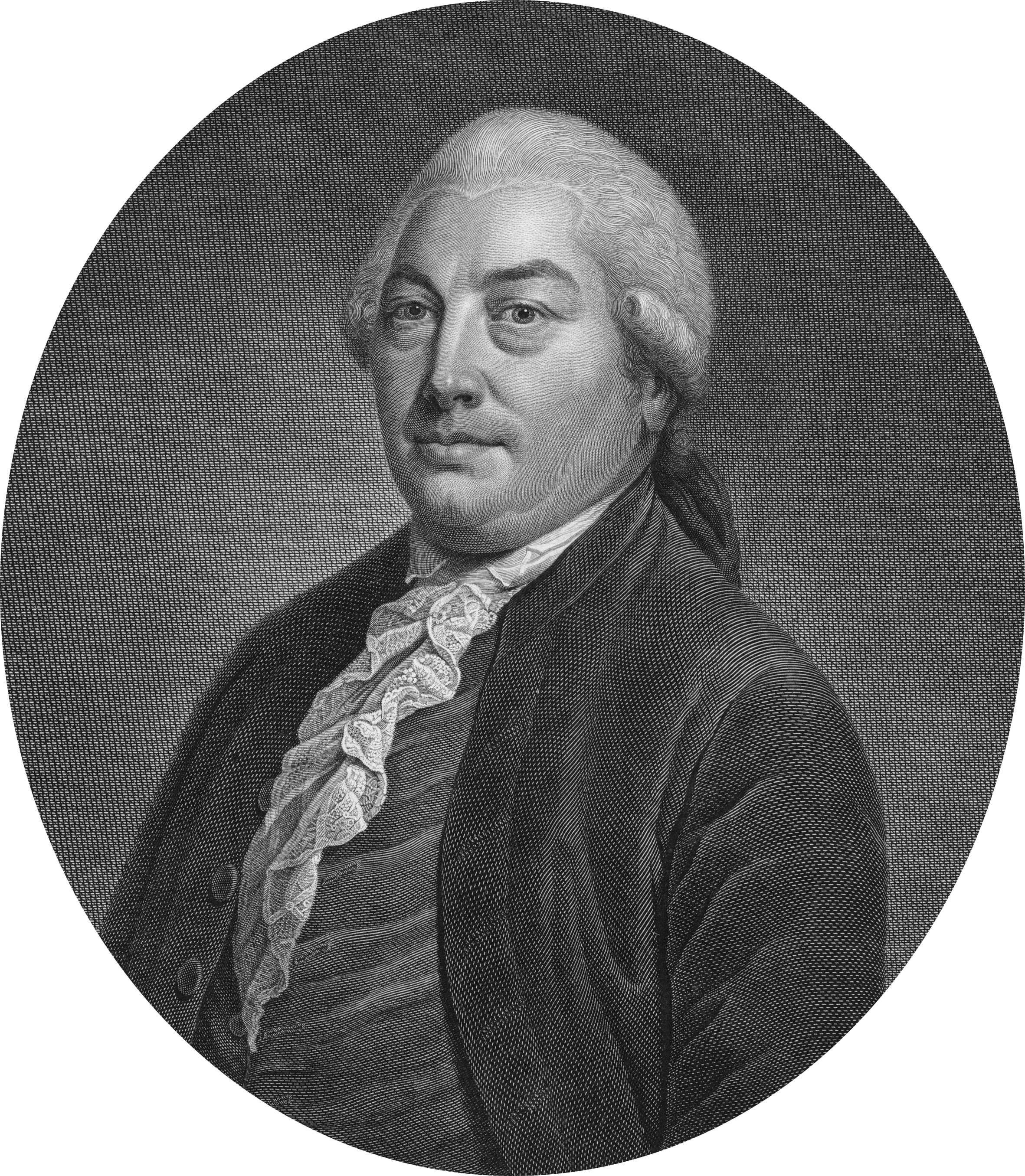
Carel Wouter Visscher

Carel Wouter Visscher (Amsterdam, 10 november 1734 – aldaar, 5 mei 1802) was een pensionaris en maire van de stad Amsterdam. Er is ook een portret bekend door Cornelis Apostool. Hij was een van de voormannen van de patriotten en een tegenstander van de doodstraf.

## Jeugd en opleiding
Zijn vader was een Sliedrechtse predikant, Johannes Visscher (1688-1759), zijn moeder was Ida Hillegonda Valckenier (1704-1747). Visscher studeerde rechten in Utrecht, en vestigde zich als advocaat in Amsterdam op de Keizersgracht bij de Schouwburg van Van Campen. In 1764 werd hij actief in de schutterij. In 1769 verkreeg hij de functie van derde pensionaris, maar werd ook benoemd als een van de negen directeuren van de Sociëteit van Berbice. In 1774 werd hij tweede pensionaris. In 1779 pleitte hij voor konvooien om de Amsterdamse schepen tegen aanvallen van de Engelsen te beschermen. Toen de Vierde Engelse Oorlog uitbrak, durfde Engelbert François van Berckel niet meer naar Den Haag te reizen. Visscher verving hem twee jaar lang.

## Assistentie Wilhelmina van Pruisen
In mei had prinses Wilhelmina van Pruisen laten vragen of de secretaris van Amsterdam, Visscher, niet een manier wist de hertog van Brunswijk weg te krijgen. De afgezant in Zweden, Dirk Wolter van Lynden tot Blitterswijk, die was betrokken bij het Verbond van Gewapende Neutraliteit, opende de aanval op Van Brunswijk-Wolfenbüttel, toen hij naar Wenen werd overgeplaatst. Wolters gaf te kennen de functie alleen te aanvaarden als de positie van de hertog ter discussie werd gesteld. Stadhouder Willem V werd kwaad toen twee Amsterdamse burgemeesters Egbert de Vrij Temminck, Rendorp en de pensionaris de stadhouder op 8 juni 1781 adviseerden niet langer naar de hertog te luisteren. De hertog eiste genoegdoening van de Staten-Generaal van de Nederlanden en vervolging van de lasteraars. In augustus laaide het verzet tegen de eigenmachtige hertog op. Joachim Rendorp pleitte bij de prins om een adviesraad in te stellen.

## Expeditie naar Brest
Eind 1782 speelde de Expeditie naar Brest: er zouden tien schepen worden gezonden. Op de avond van 6 december was er een oranjegezind oproer in Den Haag, gericht tegen de drie pensionarissen. In 1783 begonnen de besprekingen over een wapenstilstand met Engeland. De Engelsen eisten Trincomalee op dat door hen bezet was. Graafland werd naar Londen afgezonden om stilletjes te onderhandelen. Voor het eerst in zijn leven werd Visscher niet ontvangen door de prins vanwege een rel over de militaire jurisdictie van de prins. De pensionarissen besloten op 8 maart niet bij de prins, die zijn verjaardag vierde, langs te gaan. De prins zou moeten voelen dat hij alleen stond in zijn stijfkoppigheid. De discussie betrof niet alleen de uitbreiding van het aantal schepen, maar ook de Utrechtse Regeringsreglementen uit 1674 en de afdanking van matrozen.

## Vergadering van Vaderlandsche Regenten
Op 16 augustus 1783 leidde Visscher de eerste vergadering van de zogeheten "Vaderlandsche Regenten", die werd gehouden in een huis op de Hoogte Kadijk. Er zouden tot 1787 nog een vijftal vergaderingen gehouden worden, maar tot een georganiseerd oppositie zou het niet komen. Van Berckel en Visscher steunden in maart 1787 het op 30 januari 1787 gepubliceerde Haarlems voorstel over de wijze waarop "'s volks recht op invloed'" verwezenlijkt kan worden, maar zij werden overstemd door drie Amsterdamse gedeputeerden. Tot 3 april 1787 was het bij de Amsterdamse exercitiegenootschappen onrustig. Op 21 april 1787 werden Joan Graafland, Pietersz. en negen anderen en door toedoen van burgemeester Hendrik Hooft, Daniëlsz. en Visscher uit de raad gezet vanwege hun prinsgezindheid.

## Geheim Comité
Begin 1794 maakte Visscher deel uit van een geheim comité, dat zich tot doel had gesteld een opstand te bewerkstelligen vóór de Franse legers de stad kwamen bezetten. In augustus 1794 hielp Visscher mee aan de voorbereiding van de nu aanstaande omwenteling. Samen met Cornelis Rudolphus Theodorus Krayenhoff, Nicolaas van Staphorst en Alexander Gogel nam hij deel aan het verbergen van wapens op het Bickerseiland. Op 14 oktober zou een poging worden gedaan tot revolutie. Johannes Goldberg en Visscher boden op 17 oktober een petitie aan om een Engelse troepenbezetting te verhinderen. Vijf leden besloten de stad uit te vluchten. Krayenhoff en Willem van Irhoven van Dam vluchtten naar 's-Hertogenbosch; Van Staphorst en Gogel reisden af naar Bremen. De andere zes voelden zich ten opzichte van hun partij verplicht zich niet te onttrekken aan rechtsvervolging.

## Opsluiting en eerherstel
Op 6 november 1794 werd Visscher opgesloten in het Nieuwe Werkhuis aan de Roetersstraat. Op 12 november werd de leesclub Arti et Doctrine gesloten op last van de burgemeesters. Op maandag 19 januari 1795 werd hij bevrijd en in optocht naar het stadhuis op de Dam gevoerd. Volgens Schama is hij met Pieter Paulus, Nicolaas van Staphorst en Jacob George Hieronimus Hahn gevraagd lid te worden van de voorlopige regering. Mogelijk was hij eerst hoofd van politie, maar in augustus 1795 werd Visscher officieel als maire benoemd. In 1798 kreeg hij te maken met een 18-jarige ter dood veroordeelde, in verband met enkele sodomieprocessen. Visscher redde H. Herderschee het leven. In 1799 werd zijn ambtsperiode verlengd.
- Digitale Bibliotheek voor de Nederlandse Letteren: viss106
- Gemeinsame Normdatei: 142685933
- International Standard Name Identifier: 0000 0001 0755 8304
- Nederlandse Thesaurus van Auteursnamen: 157093972
- Virtual International Authority File: 160187940
- WorldCat: E39PBJxrYRKf3Xwwc86MHPYF8C